# 埃斯帕龙
埃斯帕龙（法語：Esparron，法語發音：[ɛspaʁɔ̃]）是法国普罗旺斯-阿尔卑斯-蓝色海岸大区瓦尔省的一个市镇，位于该省西北部，属于布里尼奥勒区。

## 地理
埃斯帕龙（43°35'29"N, 5°50'55"E）面积30.04 平方千米，位于法国普罗旺斯-阿尔卑斯-蓝色海岸大区瓦尔省，该省份为法国东南部沿海省份，北起上普罗旺斯阿尔卑斯省，西北角与沃克吕兹省接壤，西接罗讷河口省，南濒地中海，东临滨海阿尔卑斯省。
与埃斯帕龙接壤的市镇（或旧市镇、城区）包括：阿尔蒂格、日纳塞维、奥利耶尔、圣马丹德帕利耶尔、塞永苏尔斯达尔让、拉韦迪耶尔。

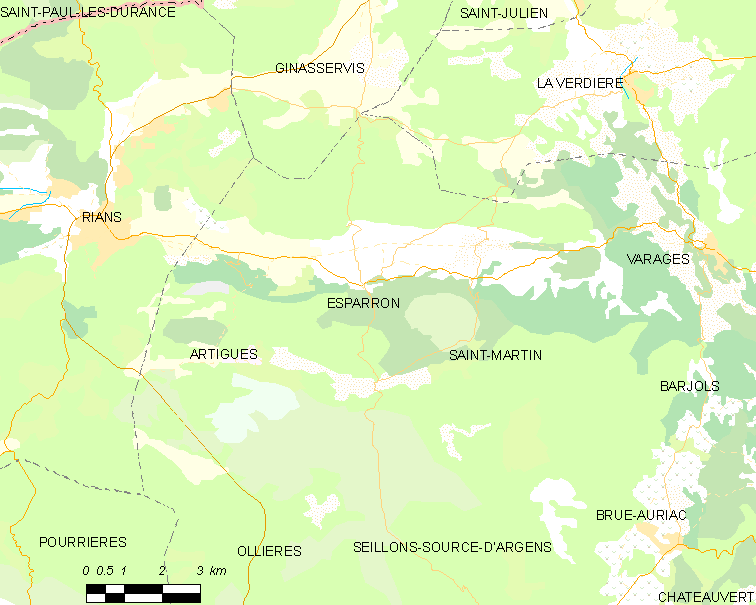
埃斯帕龙的OSM定位图

埃斯帕龙的时区为UTC+01:00、UTC+02:00（夏令时）。

## 行政
埃斯帕龙的邮政编码为83560，INSEE市镇编码为83052。

## 政治
埃斯帕龙所属的省级选区为圣马克西曼-拉圣博姆县。

## 人口

1962-2008年间埃斯帕龙人口变化图示

埃斯帕龙于2022年1月1日时的人口数量为370人。